# Philosophisches Wörterbuch (Brugger-Schöndorf)
Das Philosophische Wörterbuch ist der Name des von Walter Brugger erstmals im Jahre 1947 bei Herder verlegten Wörterbuchs. Nach zahlreichen Auflagen wurde es im Jahre 2010 von Harald Schöndorf im Verlag Karl Alber in vollständiger Überarbeitung neu herausgegeben.
Das Wörterbuch orientiert sich an der klassischen Tradition der Philosophie, deren Begrifflichkeit und Fragestellungen bis in die Philosophie der Gegenwart weiterwirken. Eine Besonderheit des Wörterbuchs stellt der philosophiegeschichtliche Anhang dar, der in einer knappen gegliederten Übersicht eine große Zahl wichtiger Denker von der Antike bis in die Gegenwart anführt und der von ihnen vertretenen Richtung zuordnet. Die verschiedenen Artikel sind zu einem großen Teil von Professoren der Münchener Hochschule für Philosophie verfasst.

## Ausgaben
- Walter Brugger: Philosophisches Wörterbuch. Herder, Freiburg im Breisgau 1947. XLI, 532 Seiten. Erstausgabe.
- Walter Brugger, Harald Schöndorf (Hrsg.): Philosophisches Wörterbuch.  Alber, Freiburg im Breisgau 2010, ISBN 978-3-495-48213-1, 739 Seiten.

Die Neuausgabe gliedert sich in ein Verzeichnis der Autoren, in Abkürzungen der Verlagsorte, den Hauptteil von Seite 13 bis 596, einen Abriss der Geschichte der Philosophie von Seite 597 bis 706 und ein Namensregister.